# Futebol nos Jogos Olímpicos Pan-Americanos de 1937
O torneio de Futebol nos Jogos Olímpicos Pan-Americanos de 1937 foi disputado no relativamente novo Estádio Cotton Bowl, na cidade estadunidense de Dallas, no Texas. entre os dias 15 e 17 de julho daquele ano, por representantes de apenas 3 países: Argentina, Canadá e Estados Unidos.
As primeiras reportagens sobre o evento afirmavam que o México havia aceitado o convite e enviaria um time de futebol. Em abril de 1937, parecia que Estados Unidos, Uruguai, Argentina, México e possivelmente Cuba haviam inscrito times no torneio de futebol. Em 8 de julho, uma semana antes do início do torneio de futebol, os jornais declararam que o torneio de futebol incluiria Peru, Argentina, México e Estados Unidos. Pouco antes da início do torneio, uma menção discreta foi feita no Dallas Morning News de que o México, afinal, não enviaria um time de futebol. Não está claro o que aconteceu com as seleções peruana e uruguaia. Pelo menos um jornal noticiou que as seleções não compareceram devido à “má gestão dos dirigentes do torneio”. No final, apenas os Estados Unidos, o Canadá e a Argentina colocaram equipes no torneio de futebol.

## Jogadores Convocados
- - A Argentina selecionou os melhores jogadores da Primera División C.[4]
- - O Canadá foi representado pelos atletas do Irish Soccer Club de Winnipeg, então campeão da província de Manitoba.[6]
- - A seleção estadunidense foi formada inteiramente por atletas da equipe Trenton Highlanders, então os atuais campeões da Copa Nacional Amadora de Futebol dos EUA.[4]

## Partidas
Jogo 1
| 15 de Julho de 1937 | Estados Unidos   | 1 – 9                   | Argentina                                                                        | Estádio Cotton Bowl, Dallas Público: |
|                     | J. Carleston 84' | Ficha Técnica Relatório | Ángel Laferrara 13' 59' 60' 71' 85' · L. Carniglia 25' 54' · J. Sarlanga 38' 50' | Árbitro: M. Antonio                  |

Jogo 2
| 16 de Julho, de 1937 | Estados Unidos              | 2 – 3                   | Canadá                                          | Estádio Cotton Bowl, Dallas Público: |
|                      | R. Yarson 5' · A. Ferko 90' | Ficha Técnica Relatório | H. Beckwith 53' · L. Horne 59' · A. Scholes 69' |                                      |

Jogo 3
| 17 de Julho, de 1937 | Canadá              | 1 – 8                   | Argentina                                                                                              | Estádio Cotton Bowl, Dallas Público: |
|                      | S.Olander 79' (pen) | Ficha Técnica Relatório | Ángel Laferrara 1' 29' 62' 64' · F. Sánchez 10' · A. Spinelli 55' · P. Agostini 70' · A. Deambrosi 74' |                                      |

## Pontuação Final
| Pos.   | Equipe         | Vitórias | Empates | Derrotas | Pontos | Gols Pró | Gols Contra | Saldo |
| ------ | -------------- | -------- | ------- | -------- | ------ | -------- | ----------- | ----- |
| Ouro   | Argentina      | 2        | 0       | 0        | 4      | 17       | 2           | 15    |
| Prata  | Canadá         | 1        | 0       | 1        | 2      | 4        | 10          | -6    |
| Bronze | Estados Unidos | 0        | 0       | 2        | 0      | 3        | 12          | -9    |